# José Luíz Barbosa
José Luíz Zequinha Barbosa (ur. 27 maja 1961 w Três Lagoas) – brazylijski lekkoatleta specjalizujący się w biegach średniodystansowych, czterokrotny uczestnik letnich igrzysk olimpijskich (Los Angeles 1984, Seul 1988, Barcelona 1992, Atlanta 1996).

## Sukcesy sportowe
- pięciokrotny mistrz Brazylii w biegu na 800 metrów – 1991, 1993, 1994, 1995, 1997
- mistrz Brazylii w biegu na 1500 metrów – 1991[1]

| Rok  | Miasto        | Zawody                          | Konkurencja   | Wynik         |
| ---- | ------------- | ------------------------------- | ------------- | ------------- |
| 1981 | La Paz        | mistrzostwa Ameryki Południowej | bieg na 800 m | srebrny medal |
| 1983 | Caracas       | igrzyska panamerykańskie        | bieg na 800 m | srebrny medal |
| 1983 | Barcelona     | mistrzostwa ibero-amerykańskie  | bieg na 800 m | brązowy medal |
| 1983 | Santa Fe      | mistrzostwa Ameryki Południowej | bieg na 800 m | złoty medal   |
| 1987 | Indianapolis  | halowe mistrzostwa świata       | bieg na 800 m | złoty medal   |
| 1987 | Indianapolis  | igrzyska panamerykańskie        | bieg na 800 m | srebrny medal |
| 1987 | Rzym          | mistrzostwa świata              | bieg na 800 m | brązowy medal |
| 1988 | Seul          | igrzyska olimpijskie            | bieg na 800 m | 6. miejsce    |
| 1989 | Budapeszt     | halowe mistrzostwa świata       | bieg na 800 m | srebrny medal |
| 1990 | Seattle       | Igrzyska Dobrej Woli            | bieg na 800 m | brązowy medal |
| 1990 | Manaus        | mistrzostwa ibero-amerykańskie  | bieg na 800 m | złoty medal   |
| 1991 | Tokio         | mistrzostwa świata              | bieg na 800 m | srebrny medal |
| 1992 | Barcelona     | igrzyska olimpijskie            | bieg na 800 m | 4. miejsce    |
| 1994 | Petersburg    | Igrzyska Dobrej Woli            | bieg na 800 m | 6. miejsce    |
| 1995 | Mar del Plata | igrzyska panamerykańskie        | bieg na 800 m | złoty medal   |
| 1995 | Manaus        | mistrzostwa Ameryki Południowej | bieg na 800 m | złoty medal   |

## Rekordy życiowe
- bieg na 600 metrów – 1:16,25 – Marietta 21/07/1996
- bieg na 800 metrów – 1:43,08 – Rieti 06/09/1991
- bieg na 800 metrów (hala) – 1:45,43 – Pireus 08/03/1989 (rekord Ameryki Południowej)[7]
- bieg na 1000 metrów – 2:17,36 – Nicea 16/07/1985
- bieg na 1000 metrów (hala) – 2:20,77 – Madryt 10/03/1989
- bieg na 1500 metrów – 3:37,04 – Grosseto 11/08/1991